# Fotográfusok listája
Ez a szócikk a nem magyar származású fotográfusok listáját tartalmazza ábécésorrendben. A magyar fényképészek neveit a magyar fotográfusok listája című szócikk sorolja fel.

## A
- Berenice Abott (1898–1991) amerikai
- Ansel Adams (1902–1984) amerikai
- Eddie Adams (1933–2004), amerikai
- Robert Adams (1937–), amerikai
- Robert Adamson (Hill&Adamson)  (1821–1848), angol
- Diane Arbus (1923–1971), amerikai
- Frederick Scott Archer
- Yann Arthus-Bertrand (1946–), francia
- Eugène Atget (1857–1927), francia

## B
- David Bailey  (1938–) angol
- Lewis Baltz
- Hyppolite Bayard (1801–1887), francia
- Richard Beard
- E. J. Bellocq
- Karl Blossfeldt (1865–1932), német
- Guy Bourdin (1928–1991), francia
- Margaret Bourke-White (1904–1971), amerikai
- Matthew Brady (1822–1896), amerikai
- Bill Brandt (1904–1983), német-angol
- George Hendrik Breitner (1857–1923), holland
- Larry Burrows (1926–1971), angol

## C
- Harry Calahan
- Julia Margaret Cameron (1815–1879), brit
- Henri Cartier-Bresson (1908–2004), francia
- Lewis Carroll (1832–1898), brit
- Kevin Carter
- Jodi Cobb
- Alvin Langdon Coburn
- Ira Cohen (1935–2011), amerikai
- Edward S. Curlitz
- Claude Cahun
- Sophie Calle

## D
- Louis Daguerre (1787–1851), francia
- Augusto De Luca (1955–), olasz
- André Disdéri (1819–1898), francia
- Robert Doisneau (1912–1994), francia

## E
- George Eastman  (1854–1932), amerikai, (inkább találmányáról, a Kodak (celluloid) filmről ismert)
- Isidore Jacques Eggermont
- William Eggleston
- Alfred Eisenstaedt
- Walker Evans

## F
- Maksymilian Fajans (1827–1890), lengyel
- Arthur Fellig (1899–1968), amerikai
- Roger Fenton (1819–1869), angol
- Lee Friedlander
- Francis Frith
- Joan Fontcuberta
- Gisèle Freund

## G
- Rob Garland
- Wilhelm von Gloeden
- Fritz Goro (1901–1986), amerikai
- William Gottlieb
- Emile Gsell
- Ernesto Che Guevara (Ernesto Rafael Guevara de la Serna 1928–1967), argentin (bár nem erről az oldaláról vált ismertté)
- John Guttman

## H
- Ilkka Halso (1965–), finn
- Victor Hasselblad (Hasselblad optika)
- David Octavianus Hill (Hill&Adamson)
- Lewis Hine (1874–1940), amerikai
- Čeněk Hrbek (1837–1902), cseh
- Hiromix (1976–), japán
- Hannah Höch (1889–1978), német
- Candida Höfer

## I
- Connie Imboden (1953–), amerikai
- Graciela Iturbide

## J
- Just Jaeckin (1940–), francia

## K
- Guillermo Kahlo (1871–1941), (Kahló Vilmos), német-mexikói
- John Kaplan
- Yousuf Karsh
- Kavaucsi Rinko (1972–), japán
- Darius Kinsey (1869–1945), amerikai
- Douglas Kirkland
- William Klein
- Alberto Korda (1928–2001), kubai
- Josef Koudelka cseh

## L
- David LaChapelle (1963–), amerikai
- Karl Lagerfeld (1933–2019), német
- Dorothea Lange (1895–1965), német–amerikai
- Jacques Henri Lartigue (1894–1986), francia
- Clarence John Laughlin (1905–1985), amerikai
- Nikki S. Lee
- Annie Leibovitz (1949–), amerikai
- Erich Lessing (1923–2018), osztrák
- Lumiére testvérek, francia feltalálók, filmkészítők

## M
- Richard Leach Maddox
- Shinzo Maeda
- Vivian Maier, amerikai
- Robert Mapplethorpe, amerikai
- Ralph Eugene Meatyard
- Joel Meyerowitz
- Arno Rafael Minkkinen, finn
- Lisette Model
- Tina Modotti
- Pierre Molinier
- Lucia Moholy
- Moholy-Nagy László
- Inge Morath
- Eadweard Muybridge (nem Edward) (1830–1904), angol

## N
- Nadar (Gaspard-Félix Tournachon, 1820–1910), francia
- Arnold Newman
- Helmut Newton (1920–2004), német
- Nicéphore Niépce
- Nomacsi Kazujosi (1946-), japán
- Kazimierz Nowak (1897–1937), lengyel

## O
- Stevens Orr
- Timothy O'Sullivan
- Paul Outerbridge

## P
- Gordon Parks
- Jean-Pierre Pedrazzini (1927–1956), francia
- Irving Penn
- Sylvia Plachy
- Willy Puchner (1952–), osztrák

## R
- Man Ray, amerikai
- Bettina Rheims, francia
- Leni Riefenstahl, német
- Jacob Riis
- Manuel Rivera-Ortiz, amerikai
- Henry Peach Robinson
- Mick Rock, angol
- Alekszandr Mihajlovics Rodcsenko
- Joe Rosenthal
- Jiří Růžek, cseh

## S
- Sebastiao Salgado
- Jan Saudek (1935–), cseh
- Carlos Saura (1932–), spanyol
- Cindy Sherman (1954–), amerikai
- Stephen Shore
- Jari Silomäki (1975–), finn fotográfus
- W. Eugene Smith
- Frederick Sommer
- Edward Steichen
- Alfred Stieglitz (1864–1946), amerikai
- Paul Strand

## T
- William Henry Fox Talbot (1800–1877), angol
- Storm Thorgerson (1944–2013), angol
- Gaspard-Félix Tournachon (Nadar) (1820–1910), francia

## U
- Jerry Uelsmann

## W
- Max Waldman
- Jeff Wall (1946–), kanadai
- Andy Warhol (1928–1987), amerikai
- Carleton Watkins
- Weegee (Arthur Fellig művészneve) (1899–1968), amerikai
- William Wegman (1943–), amerikai
- Wim Wenders (1945–), német
- Edward Weston
- Minor White
- Garry Winogrand (1928–1984), amerikai
- Joel-Peter Witkin (1939–), amerikai
- Lothar Wolleh
- Wols (Alfred Otto Wolfgang Schulze  1913–1951), német
- Francesca Woodman (1958–1981), amerikai